# Onde di Kondratiev
In economia, le onde di Kondratiev (chiamate anche onde di Kondrat'ev o, più semplicemente, onde K) sono cicli regolari sinusoidali nel moderno mondo economico capitalistico. Lunghi da 50 a 70 anni, i cicli consistono alternativamente di una fase ascendente e di una discendente. Alla fase ascendente corrispondono periodi di crescita veloce e specializzata, mentre alla fase discendente periodi di depressione.
Questo tipo di cicli economici è più evidente nei dati relativi alla produzione internazionale piuttosto che in quelli individuabili nelle singole economie nazionali e riguarda la produzione più che i prezzi. Alcuni economisti dividono le onde di Kondratiev in due "stagioni", chiamate Autunno di Kondratiev e Inverno di Kondratiev. Viene solitamente associato all'Autunno di Kondratiev il periodo in cui il mercato è in forte ascesa, mentre all'Inverno di Kondratiev viene associato il periodo in cui il mercato è in fase discendente. Più comune oggi è la divisione effettuata da diversi economisti secondo cui esistono quattro periodi, con un punto di massimo riscontrabile tra i primi due e gli ultimi due.

## Origine
La teoria delle onde di Kondratiev si deve all'economista russo Nikolaj Kondrat'ev (1892-1938), primo a porre queste osservazioni all'attenzione internazionale nel suo libro I maggiori cicli economici (1925) oltre che in altri lavori scritti nello stesso periodo. Due studiosi olandesi, Jacob van Gelderen (1891-1940) e Samuel de Wolff avevano in precedenza ipotizzato l'esistenza di cicli di 50-60 anni nel 1913. Comunque, solo recentemente il lavoro di Gelderen e Wolff è stato tradotto dall'olandese così da poter raggiungere un più ampio pubblico.

### Interpretazioni
Diverse scuole di pensiero hanno cercato di individuare all'interno delle economie capitalistiche i motivi scatenanti di questi lunghi cicli. Queste cause sono state identificate soprattutto nelle innovazioni, negli investimenti capitalistici, nelle guerre e nelle crisi capitalistiche. Inoltre, secondo una teoria innovativa, queste onde si basano sulle piccole invenzioni e innovazioni che scatenano rivoluzioni tecnologiche, con l'ovvia conseguenza che l'impresa che dispone di queste invenzioni e innovazioni diventa un'impresa trainante, mentre l'impresa che, non disponendone, può solo adeguarsi ai cambiamenti del mercato, viene definita impresa trainata.
Si tratta, tuttavia, secondo l'economista Giancarlo Pallavicini, vicepresidente della Fondazione Internazionale Kondratiev di Mosca/San Pietroburgo, di interpretazioni piuttosto libere del pensiero di Kondratiev, perché questi ha sempre sostenuto che i cicli lunghi si verificano indipendentemente da eventi straordinari, come guerre, carestie, invenzioni e quant'altro, realizzandosi autonomamente, quasi fossero dotati di una propria forza. Questo aspetto dei cicli è stato avversato dal regime bolscevico, in quanto contraddiceva le teorie marxiste/leniniste che preconizzavano la disfatta del capitalismo e non ammettevano l'esistenza di cicli capaci di autogenerarsi. E ciò costò il carcere e la vita al loro ideatore.
L'ambiente accademico, che pure ha approfondito queste teorie, come nel caso dell'Università Bocconi, dove, per iniziativa del Presidente Giovanni Spadolini, suggerita da Pallavicini, sono state controllate tutte le serie storiche elaborate da Kondratiev, individuando soltanto tre imperfezioni, due delle quali riguardanti le fonti statistiche e solo una per lettura come tre di una cifra nove, peraltro scritta a mano, ha sempre assunto col beneficio del dubbio la convinzione di Kondratiev sulla capacità di vita autonoma dei cicli da lui individuati. Per contro, è chiaramente constatato che a ogni ciclo lungo si accompagnano modifiche strutturali anche profonde, a differenza di quanto normalmente avviene per i cicli di breve o medio periodo. Le idee di Kondratiev sono state riprese da Joseph Schumpeter negli anni trenta. Andrey Korotayev ha utilizzato i metodi di analisi spettrale e ha dimostrato la presenza di onde Kondratiev nella dinamica del PIL globale a un livello accettabile di significatività statistica.

### Gli altri cicli lunghi
Sin dal primo concepimento di queste teorie, diversi studi hanno allargato il campo di applicazione dei possibili cicli, trovando dati che portano a ipotizzare cicli più o meno lunghi. L'allievo della scuola marxista Ernest Mandel rivelò un grande interesse nelle onde di Kondratiev con il suo saggio del 1964, in cui prediceva la fine del lungo boom economico durato già cinque anni. Comunque, nelle teorie di Mandel, non ci sono lunghi cicli, solo epoche distinte di crescita più o meno veloce ognuna delle quali dura tra i 20 e i 25 anni.
La teoria delle onde lunghe non è accettata però da molti economisti accademici, nonostante si trovi alla base delle economie fondate sull'innovazione e sullo sviluppo. Tra gli economisti che la accettano, non c'è accordo universale sugli anni di inizio e di fine di particolari onde.

### Il ciclo attuale
La maggior parte dei teorici dei cicli sono comunque d'accordo con il paradigma di "Schumpeter-Freeman-Perez" che prevede dalla rivoluzione industriale fino ai giorni nostri l'identificazione di cinque onde, con una sesta in corso. Queste cinque onde sono:
- Rivoluzione industriale, 1771
- Era del vapore e delle ferrovie, 1829
- Era dell'acciaio, dell'elettricità e dell'industria pesante, 1875
- Era del petrolio, dell'automobile e della produzione di massa, 1908
- Era dell'informatica e delle telecomunicazioni, 1971

Secondo questa teoria, noi ci troviamo al giro di boa della sesta onda di Kondratiev. Gli sviluppi teorici e pratici dei "cicli lunghi" sono seguiti dalla "Fondazione Internazionale Kondratiev" e, per gli aspetti socio-economici, dall'"Istituto Internazionale P.Sorokin-N.Kondratiev" (USA-Russia), aventi entrambi sede presso l'Istituto di Economia dell'Accademia russa delle scienze di Mosca, con Filiali in Italia, negli Stati Uniti e in altri Paesi occidentali.